# アンナ・リー・メリット
アンナ・リー・メリット（Anna Massey Lea Merritt、結婚前の名:Anna Massey Lea、1844年9月13日 - 1930年4月7日 ）は、アメリカ合衆国生まれの画家、イラストレーターである。生涯の大部分をヨーロッパで活動し、人物画や風景画を描いた。

## 略歴
フィラデルフィアで裕福なクエーカー教徒の両親のもとに生まれた。ペンシルベニア女子医科大学で解剖学を学んだ 。1865年に家族とヨーロッパに移り、ステファノ・ウッシ、ハインリヒ・フェルディナント・ホフマン、レオン・コニエ、アルフォンス・ルグロといった画家に学んだ。1870年に普仏戦争が始まると、家族とロンドンに移った。1871年に有名な美術評論家のヘンリー・メリットと知り合い、指導を受け、1877年4月に結婚したが、その年の7月に夫は亡くなった。アンナはその後も再婚することはなかった。
イギリスで暮らし、アメリカにも作品の展示のためにしばしば訪れる生活を続け、イギリスとアメリカの両国で多くの賞を受けた。
最もよく知られたメリットの作品は1890年に描かれた「Love Locked Out(締め出された愛)」で、夫の思い出を象徴する作品で、閉ざされたドアの前に立つキューピットが描かれた。この作品はロイヤル・アカデミー・オブ・アーツの展覧会に展示され、彫刻家のフランシス・レガット・チャントリーが遺贈した基金で買い上げられ、テート・ブリテン(ナショナル・ギャラリー・オブ・ブリティッシュ・アート)に収蔵された。

## 作品

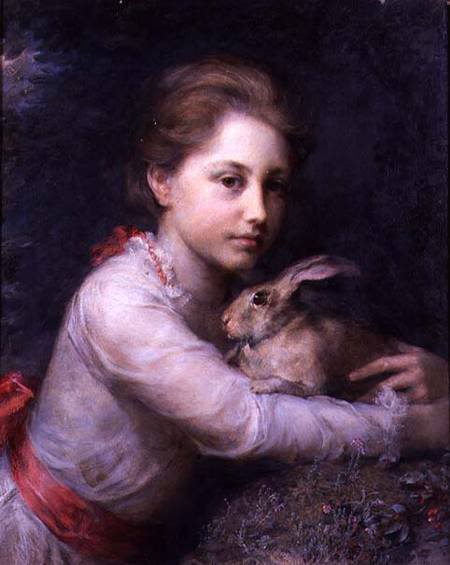
ウサギと少女 (1878)
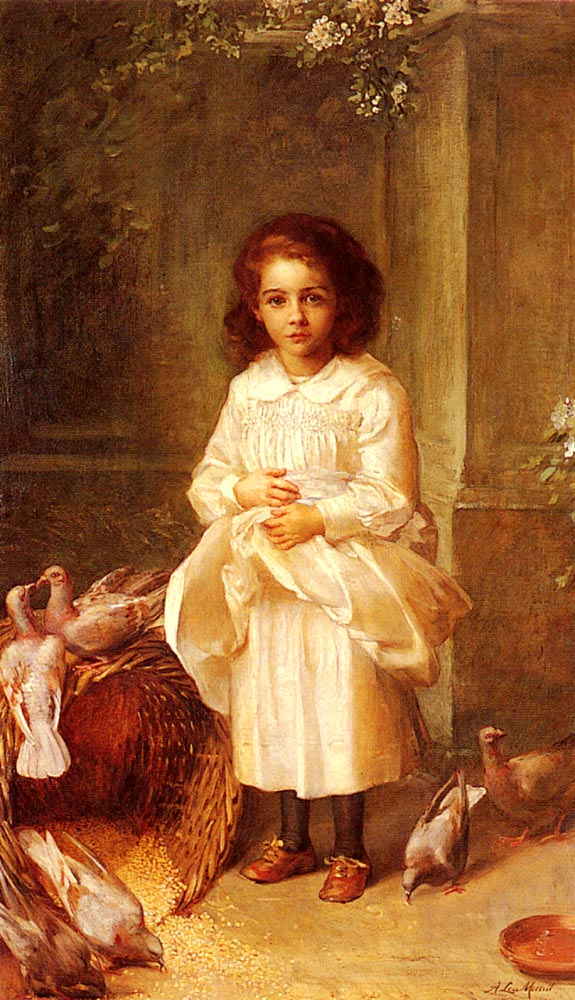
Portrait Of Miss Ethel D'arcy Aged 6(1888)
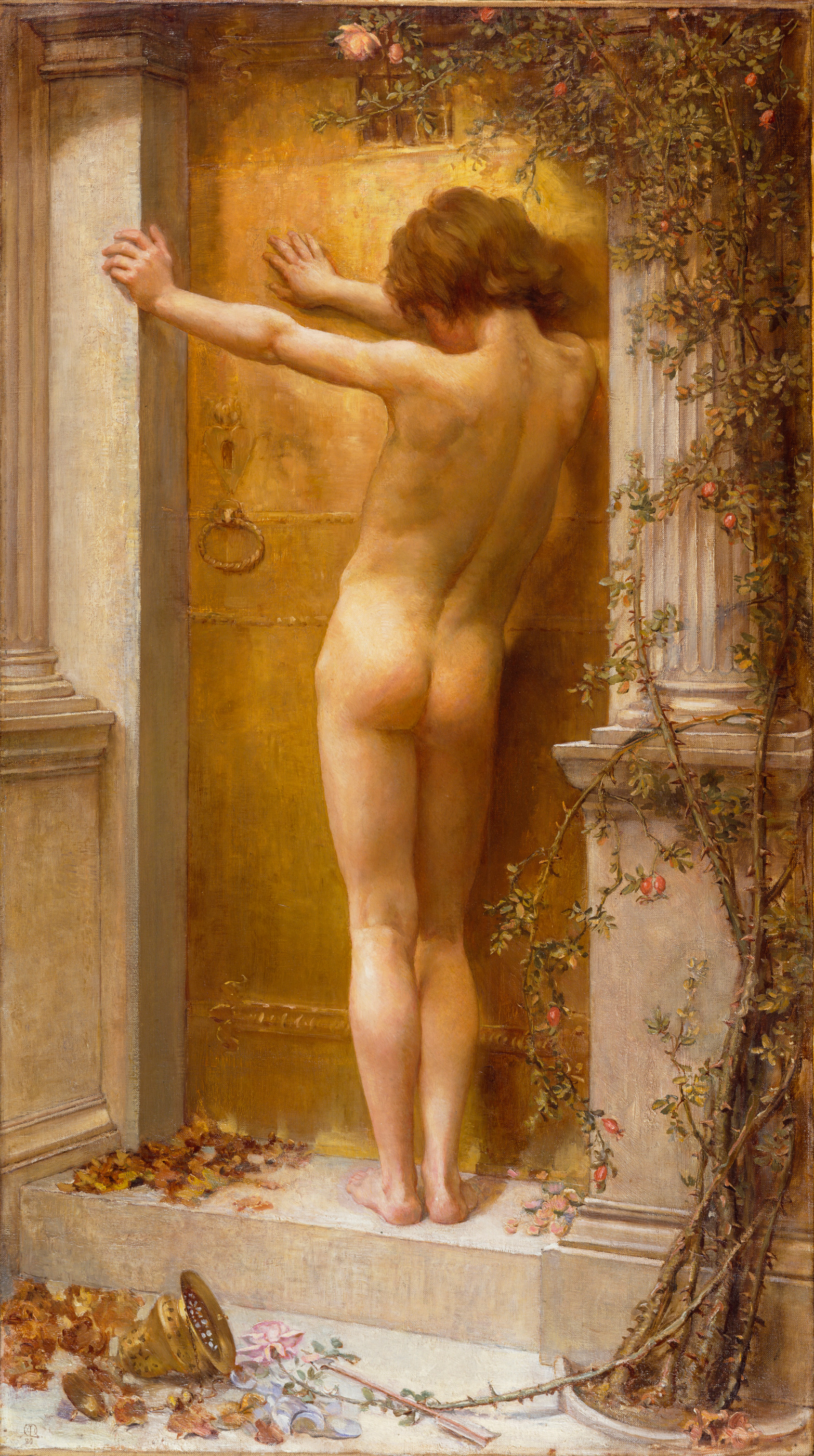
締め出された愛 (1890)
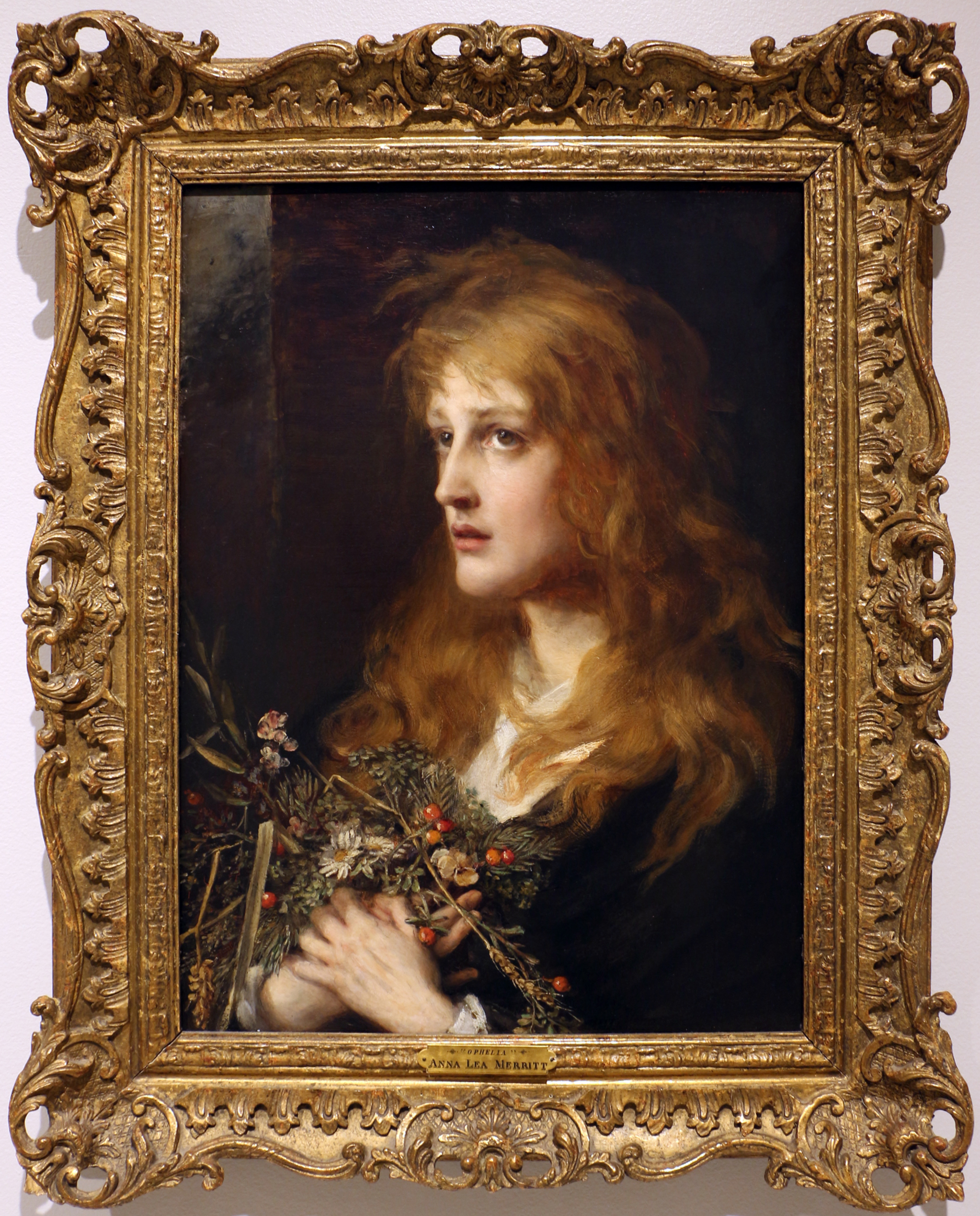
ofelia(1880)

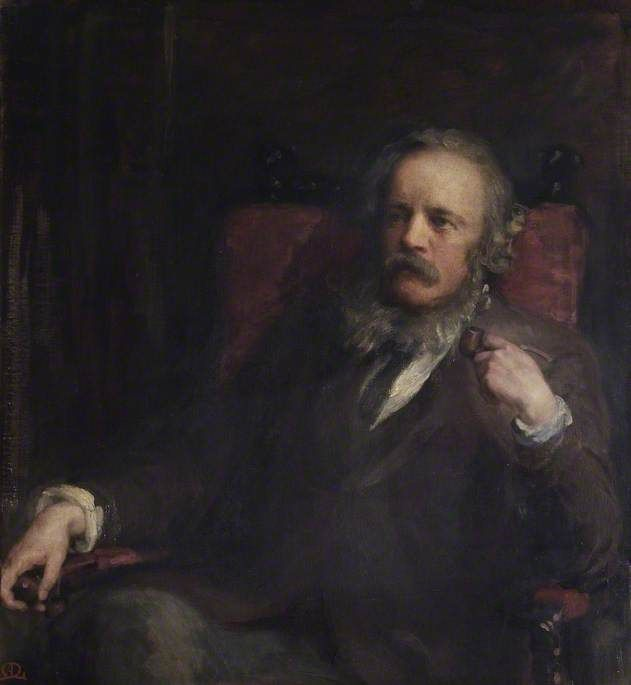
ヘンリー・メリットの肖像
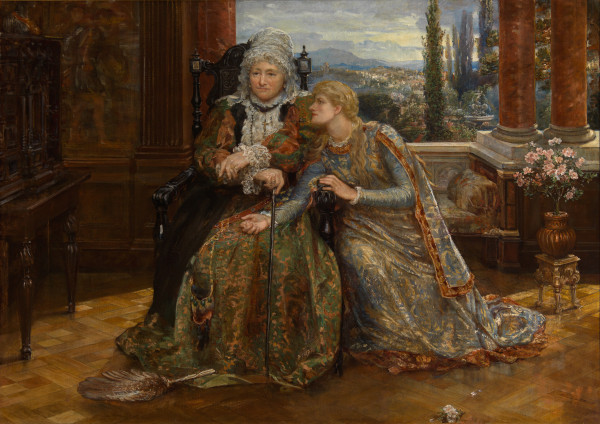
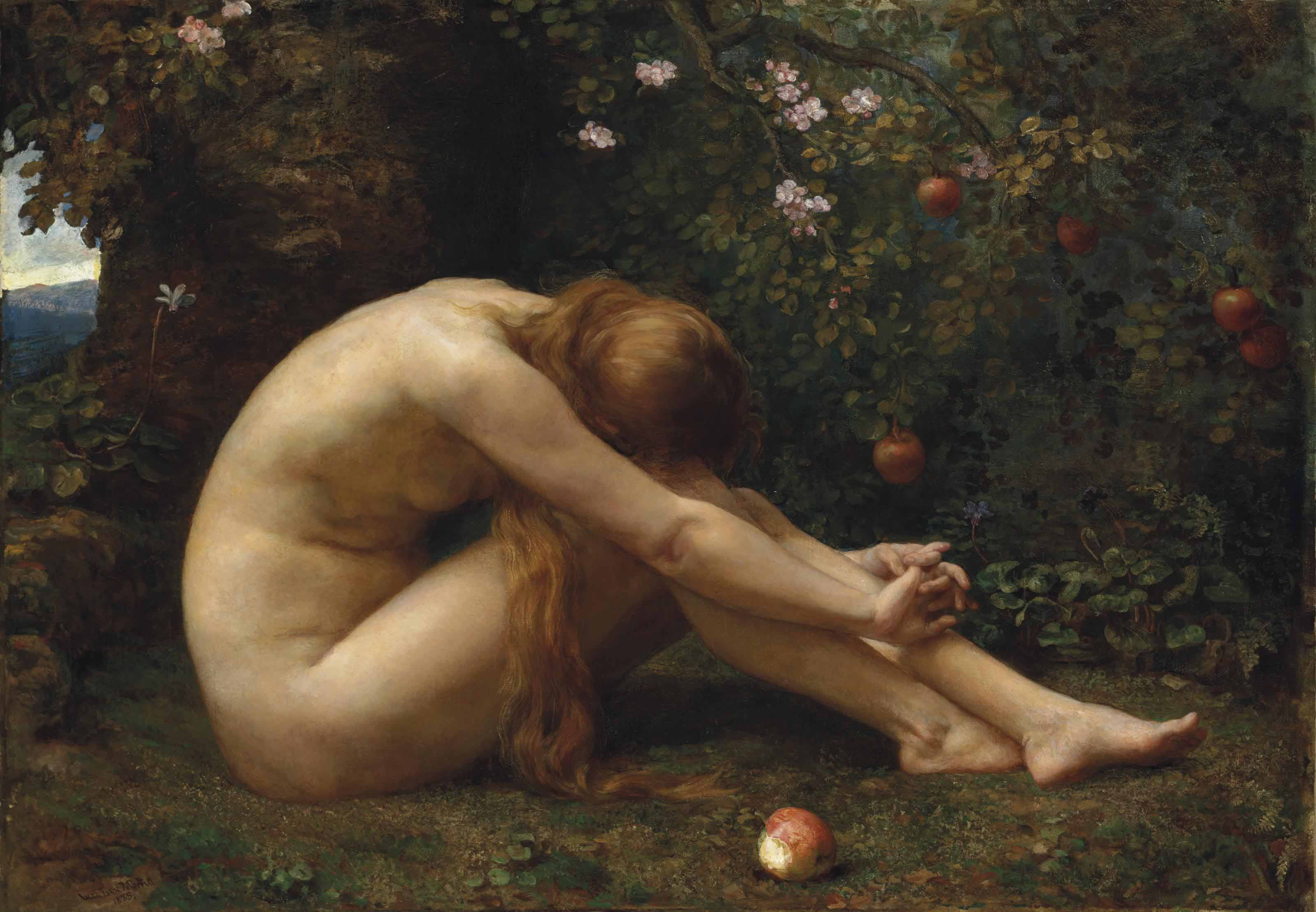
Eve (1885)